# Tengeri legyező
A tengeri legyező (Eunicella verrucosa) a virágállatok (Anthozoa) osztályának szarukorallok (Alcyonacea) rendjébe, ezen belül a Gorgoniidae családjába tartozó faj.

## Előfordulása
A tengeri legyező az Atlanti-óceán európai partjainál él, Írországtól a Golf-áramlat mentén egészen Észak-Afrikáig, valamint a Földközi-tengerben. A gyűjtögetők és a tengerek szennyezettsége miatt, az állománya visszaszorult.

## Megjelenése
Ennek a szarukorallnak a terjedelme legfeljebb 40 centiméter, magassága pedig 30 centiméter. A tengeri legyező nem egy állat, hanem több korallpolipból álló kolónia. Egy korallpolip magassága 3-5 milliméter. A korallpolip úgy néz ki, mint egy kis aktínia. Összeköttetésben van a tengeri legyező ágaival és a belsejében lévő csőrendszerrel. A korallpolipok a táplálkozáshoz kinyílnak, máskor összezárulnak. Nyolc tapogatókar válik láthatóvá, amikor a korallpolip kinyílik. Ezeken csalánsejtek helyezkednek el. A koralltelepet a tengelyváz „lába” rögzíti a sziklához.

## Életmódja
A tengeri legyező kizárólag a tengerben él, 10-200 méteres mélységben sziklán vagy más kemény felületen. Az állat apró planktonikus szervezeteket és szerves törmeléket szűr ki a vízből. Rajta az evezőlábú rákokhoz (Copepoda) tartozó Lamippella faurei és Stockmyzon mucronipes élősködnek. Az állat a 30 év feletti kort is megéri.

## Szaporodása
Ez az élőlény kétféleképpen szaporodhat. Az ivartalan szaporodás esetében, bimbózással új korallpolipok keletkeznek. Az ivaros szaporodás esetében, a korallpolipok spermiumot lövellnek ki. A megtermékenyített petékből létrejövő lárvák letelepednek és új kolóniákat alkotnak.